# 德國—韓國關係
德韓關係或韓德關係建立於1950年代，並在今日兩國間的外交政策中扮演重要角色。

## 歷史
朝鮮國於1883年德朝條約中與德意志帝國建立外交關係。即使在1905年乙巳條約後仍維持效力。

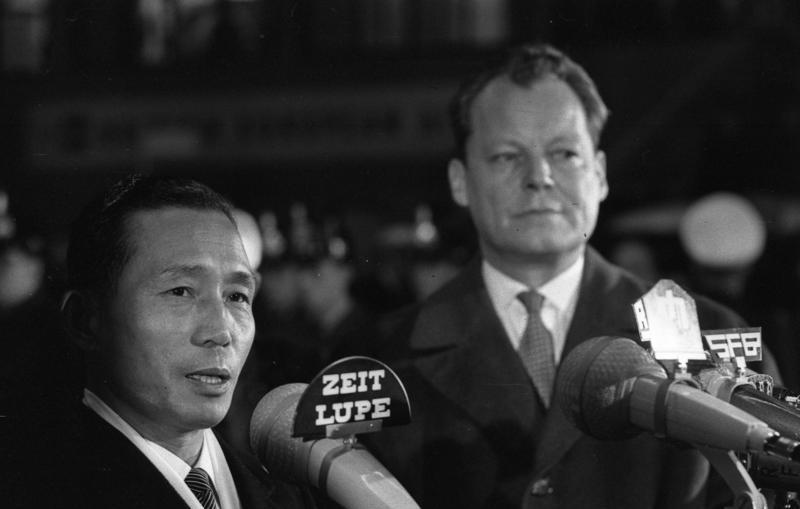
1964年12月10日，韓國總統朴正熙与時任西德社会民主党领袖、西柏林市長、后任西德總理维利·勃兰特会面

1955年，德意志聯邦共和國（西德）正式承認大韓民國為主權國家。
1964年12月，韓國總統朴正熙訪問西德。1967年兩國關係一度因東柏林事件惡化。
2014年，韓國總統朴槿惠訪問德國。